# Katja Dedekind
Katja Dedekind (nacida el 17 de agosto de 2001) es una nadadora y jugadora de golbol paralímpica australiana con problemas de visión. Ganó una medalla de bronce en natación en los Juegos Paralímpicos de Río de Janeiro 2016.

## Vida personal
Dedekind nació el 17 de agosto de 2001 en Durban, Sudáfrica. Tiene un hermano gemelo. Padece cataratas congénitas y ambliopía, es ciega en el ojo derecho y tiene visión limitada en el ojo izquierdo.
Anteriormente de Kenmore, Brisbane, ahora vive en la Sunshine Coast y asiste a una escuela secundaria local.
En marzo de 2018, Dedekind tuvo el honor de ser un corredora del relevo del bastón de la reina como uno de los 3500 australianos para los XXI Juegos de la Mancomunidad.

## Carrera deportiva
Dedekind compite en natación y golbol. En natación, se clasifica como S13.
Empezó a jugar al goalball en 2012 después de asistir a un día de «ven e inténtalo». En el 2012, en el Campeonato Australiano de Goalball en Melbourne, se le otorgó el título de «Mejor Jugadora Joven Defensiva». Fue miembro del equipo ganador en la Copa de Invitación Australiana de 2013 en Sídney.
Comenzó a nadar a una edad temprana con su hermano gemelo, pero no empezó a competir hasta el año 2012. En los campeonatos de natación de Queensland Sprint de 2015, se le concedió el premio de «nadadora del encuentro» para los nadadores con una discapacidad. En 2015, ganó tres medallas de oro y cinco de plata en los Juegos Escolares del Pacífico de la SSA de 2015. En 2016, en el Campeonato Australiano de Natación, ganó la medalla de bronce en los 200 m libres y terminó quinta en los 50 m espalda y 50 m mariposa. Es miembro del Club de Natación UQ y fue entrenada por David Heyden.
En 2016, Dfue seleccionada para representar a Australia en los Juegos Paralímpicos de Río de Janeiro 2016. Compitió en cuatro eventos y logró un podio. Ganó una medalla de bronce en los 100 metros espalda S13. Consiguió el séptimo puesto en 400 m estilo libre S13. pero no llegó a las finales en 50 m estilo libre S13, 100 m estilo libre S13 y 100 m estilo libre S13.
En agosto de 2018, en los Campeonatos Pan-Pacíficos de Natación Paralela en Cairns, Queensland, justo antes de su decimoséptimo cumpleaños, Dedekind obtuvo el oro con su mejor tiempo de competición en los 100 m de espalda. También consiguió el bronce en los 200 m individuales para mujeres en la clasificación SM12/13, y la plata en los 400 m libres S13. Miembro del equipo de natación de los Delfines Australianos, Dedekind se prepara para los Juegos Paralímpicos de Tokio 2020, con su entrenador Nathan Doyle. Su lema es «Si no te desafía, no te cambia».

## Reconocimiento
2016 Atleta Femenina Júnior del Año, Asociación de Deportistas y Discapacitados.